# Abarimon

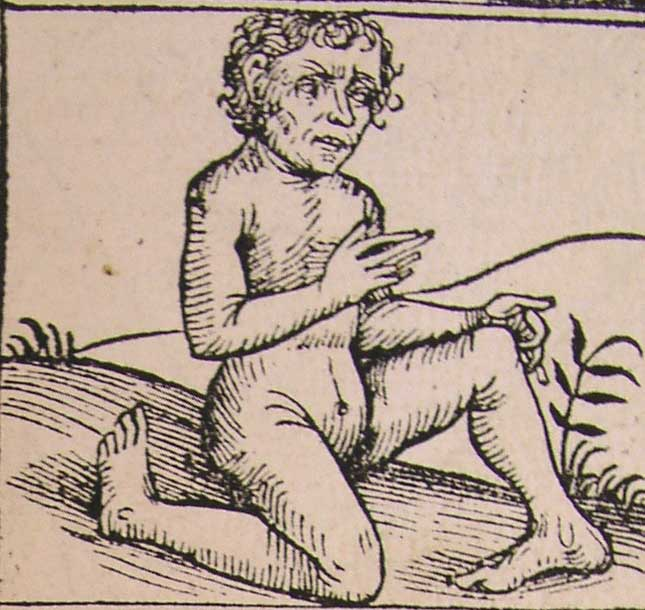
En abarimon. Träsnitt av Hartmann Schedel i Nürnbergkrönikan 1493

Abarimon var enligt Plinius den äldres Naturalis historia en stor dal bortom skyternas land i Himalaya där ett folk vars fötter var bakåtvända skulle bo. Människorna kunde springa oerhört snabbt och strövade i skogarna tillsammans med de vilda djuren. De kunde inte andas annan luft än det egna områdets och därför kunde ingen av dem bli förd därifrån till något annat land.